# Мартин, Эдна

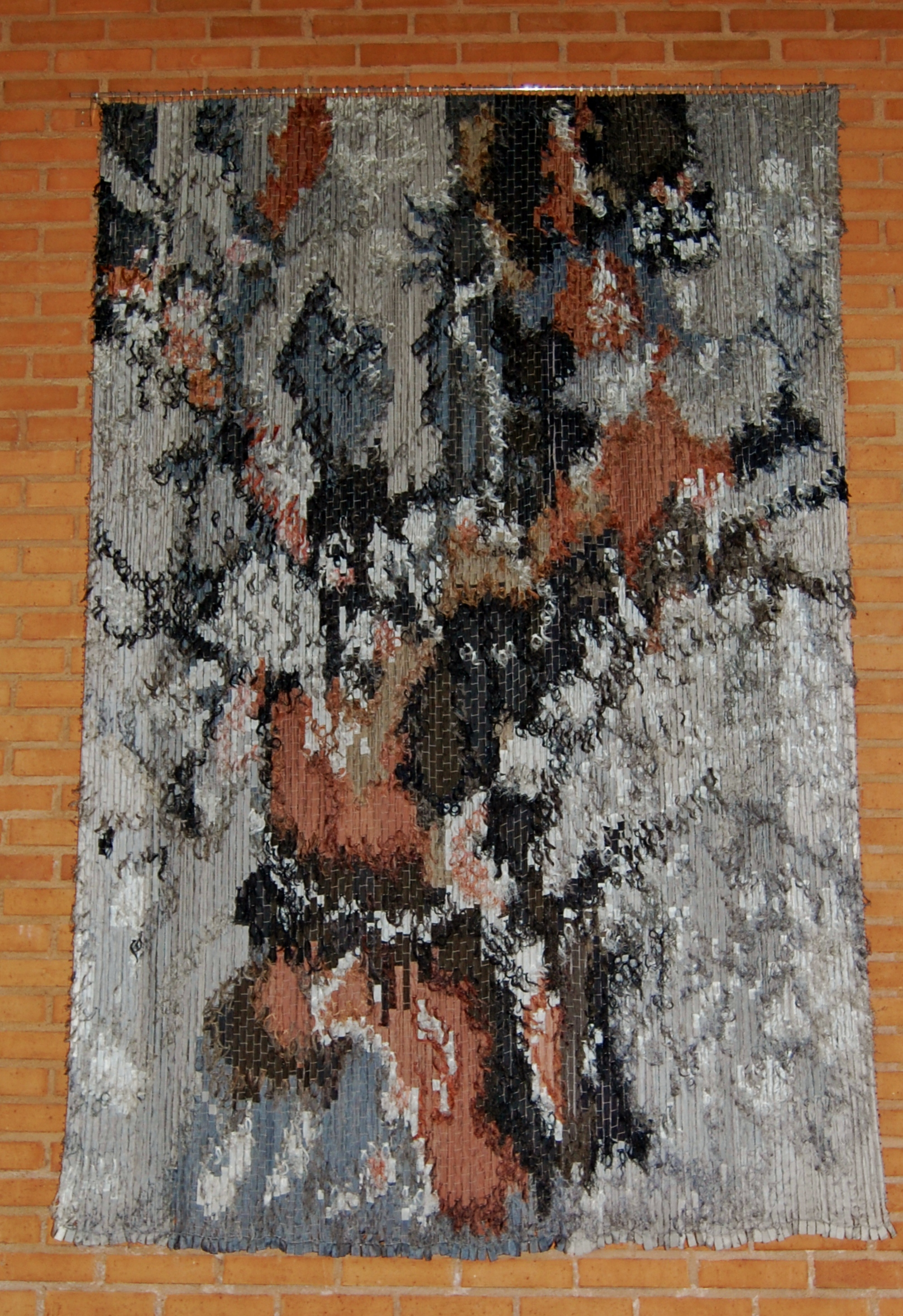
Одна из работ Эдны Мартин

Эдна Мартин (швед. Edna Martin, полное имя Astrid Edna Elvira Martin, урождённая Йоханссон; 1908—2003) — шведская художница по текстилю и педагог.

## Биография
Родилась 17 декабря 1908 года в гётеборгском приходе Гамлестад в семье камергера Теодора Йоханссона и его жены Софи Флуд.
Училась в школе Högskolan för design och konsthantverk (ныне факультета искусств Гётеборгского университета), продолжила своё самообразование во Франции. После своей дебютной выставки в музее Röhsska museet в 1931 году, Эдна Мартин работала художественным руководителем предприятия Axevalla-Varuhemslöjd. Затем в 1935—1937 годах работала в компании Svenskt Tenn, в 1937—1939 годах была художником по текстилю Шведской ассоциации ремесленников, а в 1941—1953 годах текстильным директором этой ассоциации. С 1953 года Эдна была руководителем компании Handarbetets vänner, работала в студии Licium и образовательном центре Sätergläntan.
Она участвовала во Всемирной выставке в Париже в 1937 году и Всемирной выставке в Нью-Йорке в 1939 году, Хьюстонской выставке в 1956 году и в большом количестве шведских выставок декоративно-прикладного искусства, начиная с 1937 года.
Также Эдна Мартин преподавала с 1948 года художественное шитьё в стокгольмской школе Констфак, будучи в должности старшего преподавателя с 1957 по 1969 год. Получила звание профессора в 1980 году. Благодаря сотрудничеству с такими известными художниками, как Кайса Мелантон, Стен Кауппи, Леннарт Роде, Ингегерд Мёллер, Элли Хемберг, Сири Деркерт и Олле Бертлинг, она способствовала превращению их ткацкого искусства в монументальные текстильные произведения.
После выхода на пенсию Эдна Мартин продолжала заниматься, вдохновленная окружающей средой Эланда, где она жила летом. Её новаторский подход к работам заключался в подходе к незнакомым материалам, с которыми она никогда раньше не сталкивалась — это были рыболовные сети, тонкая шелковая вуаль, которую использовали переплетчики. Произведения художницы представлены в Национальном музее Швеции, музее Röhsska museet и других музеях страны. За свою художественную деятельность была награждена в 1964 году медалью Litteris et Artibus и в 1971 году — медалью принца Евгения.
C 1942 года она была замужем за юристом Яном Гербертом Мартином, в семье росли дети: Сюзанна, Барбара и Иоахим.
Умерла 11 мая 2003 года в Уппландс Вэсбю.